# Алгуа
А̀лгуа (на италиански и на ломбардски: Algua) е село и община в Северна Италия, провинция Бергамо, регион Ломбардия. Разположено е на 432 m надморска височина. Населението на общината е 670 души (към 2017 г.).